# Теклаті
Теклаті (груз. თეკლათი) — село в Грузії, розташоване в муніципалітеті Сенакі, в мхаре Самегрело-Земо-Сванеті. Розташоване на равнині Одіші-Гурія, на березі річки Ціві, на висоті 21 м над рівнем моря. Знаходиться в 3 км від Сенакі. Вперше згадується в 17 столітті.

## Населення
За даними перепису населення 2014 року в селі проживає 444 особи.
| Рік перепису | Населення | Чоловіки | Жінки |
| ------------ | --------- | -------- | ----- |
| 2002         | 942       | 470      | 472   |
| 2014         | 444       | 221      | 223   |